# Sicca Venier
Pour les articles homonymes, voir Venier.
Sicca Venier, (de son vrai nom Benedetto Pino) est un écrivain français d’origine italienne né le 2 novembre 1922 au Kef en Tunisie, décédé le 21 juin 2005 à Vichy.

## Jeunesse (1922 - 1940)
Né au Kef le 2 novembre 1922, sa famille y était bien connue depuis 1881, date à laquelle son arrière grand-mère (originaire de Rocca Palumba en Sicile) ouvrit un troquet pour abreuver l'Armée Française qui venait de prendre possession de la ville, prélude au Protectorat qui allait régenter le pays pendant trois quarts de siècle.
C'est dans ce qu'on appelait alors la Rue des Remparts qu'il fit ses premiers pas près du garage Peugeot tenu par son père. C'était encore l'époque où les rues n'étaient éclairées que par des becs de gaz que l'on devait allumer tous les soirs. 
De nationalité italienne, sa scolarité commença tout naturellement à l'école italienne avant de rejoindre l'école primaire française.
Le Kef n'était alors qu'une grosse bourgade rupestre entourée d'une immense forêt d'oliviers, terrain de jeux des enfants d'alors et qui lui servira de source d'inspiration pour plusieurs de ses écrits. La poursuite de ses études au petit Séminaire de La Marsa l'amena à quitter le Kef en 1934.

## Seconde Guerre Mondiale (1940 - 1949)
Le déclenchement de la guerre le ramena dans sa ville natale en 1940. L’arrivée des troupes anglo-américaines en Tunisie en 1942 fut pour lui, en tant que ressortissant italien, synonyme d'internement en Algérie.
Arrêté le 24 décembre 1942, il sera déporté dans le camp d’internement de Méchéria en compagnie d’une cinquantaine d’autres Italiens keffois, expérience qu'il racontera dans le livre Vivre au Kef quand la Tunisie était française. Après la fin de la Bataille de Tunisie et la chute de Mussolini, il sera libéré le 16 novembre 1943.
Mais le 7 novembre 1945, il est à nouveau arrêté et expulsé de Tunisie vers Palerme en compagnie d’un millier d’Italiens de Tunisie déclarés « fascistes notoires », décret d’expulsion qui ne sera rapporté qu’en juin 1949. Il racontera cette douloureuse épreuve dans plusieurs écrits (Brumaire palermitain, Exsul immeritus…), témoignages précieux d’un épisode très peu connu de cette époque trouble.

## Période littéraire (1949-2005)
Il met alors les bouchées doubles pour rattraper son retard accumulé pendant ces dix dernières années. Tout en assurant son enseignement dans une école libre et au Séminaire où il enseigne l’italien, il travaille d’arrache-pied, en autodidacte et par le truchement de cours par correspondance. Bachelier en 1950 puis titulaire du Certificat d'Études Littéraires Générales Classiques et de licences de lettres modernes et d'italien, il peut enfin devenir professeur de lettres en 1954, un an après avoir obtenu la nationalité française. Il décroche enfin l’agrégation d’italien en juillet 1960.
Son premier poste de professeur de Lettres le ramène au collège du Kef (ex école italienne) où il enseigne jusqu'en 1958. Il Alors nommé au Collège Mixte de Sousse, il enseigne l'italien jusqu'en 1961 puis au Lycée Français de La Marsa jusqu'en 1965, date à laquelle il quitte définitivement la Tunisie.
Nommé d’abord au lycée Anna de Noailles d’Evian ; ensuite et enfin au lycée de la Versoie à Thonon-les-Bains, il y achève en juin 1983 sa carrière dans l’enseignement de la langue et de la littérature italienne.

## Œuvre littéraire
Même s'il a écrit plusieurs articles dans le journal tunisien francophone Le Temps, c'est en France qu'il a laissé libre cours à son amour de l'écriture et de la poésie. Son amour de sa ville natale l'a amené à prendre comme pseudonyme Sicca Venier en référence au nom romain du Kef, Sicca Veneria. Dix ans après son décès, il est toujours cité en Tunisie parmi les « illustres poètes et écrivains » italiens de Tunisie.
Son œuvre, pour le moins protéiforme, obéit à une constante : « l’autobiographisme ». Même quand elle n’est pas narrée, sa vie se détache en toile de fond et dans cette sorte de spleen qui parcourt bien souvent ses écrits on perçoit un arrière goût de ses jeunes années d’exil. 
Enfantines keffoises  est sans doute l'œuvre qui unit le mieux ses deux passions: la poésie et le Kef.

### Recueils de poésie
- Braise et cendre (Quatrains) Éditions du Panthéon - Paris - 1994
- Prélude lent - Éditions Cart'Ecor - Vichy 1999

### Ouvrages personnels édités
- Bambochades tunisiennes (éditeur M.T.E. - Tunis 1984)
- Glanures (éditions Le Carré - Thonon 1989)
- Le Joailler de Dieu (éditions Université de Florence 1990)
- En marge d'un vieil évangéliaire (éditions des Écrivains - Paris 1998)
- Nouvelles Bambochades tunisiennes (Tunis - 2003)

### Ouvrages traduits édités
- Aminta du tasse (éditions Universita degli Studi Perugia - 1997)
- Poètes d'Italie - anthologie de la poésie italienne des origines à nos jours (éditions de la Table Ronde - collection la « Petite Vermillon » Paris 1999) pour lequel il obtint le Prix Littéraire de l'Académie du Vernet[7].